# Macquartia setigena
Macquartia setigena är en tvåvingeart som beskrevs av Belanovsky 1931. Macquartia setigena ingår i släktet Macquartia och familjen parasitflugor. Inga underarter finns listade i Catalogue of Life.